# Erioptera limbata
Erioptera limbata là một loài ruồi trong họ Limoniidae. Chúng phân bố ở miền Cổ bắc.